# Santa María de Guadalupes kungliga kloster
Santa Maria de Guadalupes kungliga kloster (spanska: Real Monasterio de Nuestra Señora de Guadalupe) är ett kloster i staden Guadalupe i provinsen Cáceres i Extremadura, Spanien. Det var Spaniens viktigaste kloster i mer än fyra århundraden. 1993 fick klostret världsarvsstatus.

## Historia
Klostret har sitt ursprung i inledningen av 1300-talet, då en herden Gil Cordero från Cáceres, sade att han mött Jungfru Maria. Hon sades ha gett honom uppdraget att be präster gräva där han sett henne vid Guadalupes flodbank. Där fann man en staty av madonnan, som antagligen gömts där av lokalbefolkningen från moriska angripare år 714. Vid platsen för fyndet byggdes ett kapell. 
Kung Alfonso XI, som besökte kapellet mer än en gång, åkallade Santa Maria de Guadalupe under Slaget vid Rio Salado. Efter att ha vunnit segern, tillerkände han det Maddonans förbön, och gjorde kyrkan i Guadelupe till en kunglig helgedom och genomförde ett omfattande återuppbyggnadsprogram.
1389, tog Hieronymitiska munkar över klostret och gjorde det till deras viktigaste plats. Byggnadsarbetena fortsatte under auspiciererna av den ordens första föregående, och 1474 begravdes Henrik IV av Kastilien i Guadalupe, intill sin mor.
Klostret är rikt på associationer med den Nya världen, där Vår fru av Guadalupe är högt sedd i mexikanska Guadalupebasilikan och på andra platser. Det var här, i Extremadura, som Christopher Columbus gjorde sin första pilgrimsresa efter att ha upptäckt Amerika 1492 och det var här han sägs ha första gången tackat himmelriket för sin upptäckt.
Även efter att munkarna från Guadalupe grundat det kända klostret i Escorial, som låg mycket närmare den kungliga huvudstaden, Madrid, förblev Santa Maria de Guadalupe under kungligt skydd. Det förblev det viktigaste klostret i Spanien fram till sekulariseringen av kloster 1835. Under 1900-talet återstartades klostret av Franciskanerorden och påve Pius XII gav helgedomen status som "Minor Papal Basilica".

## Monument

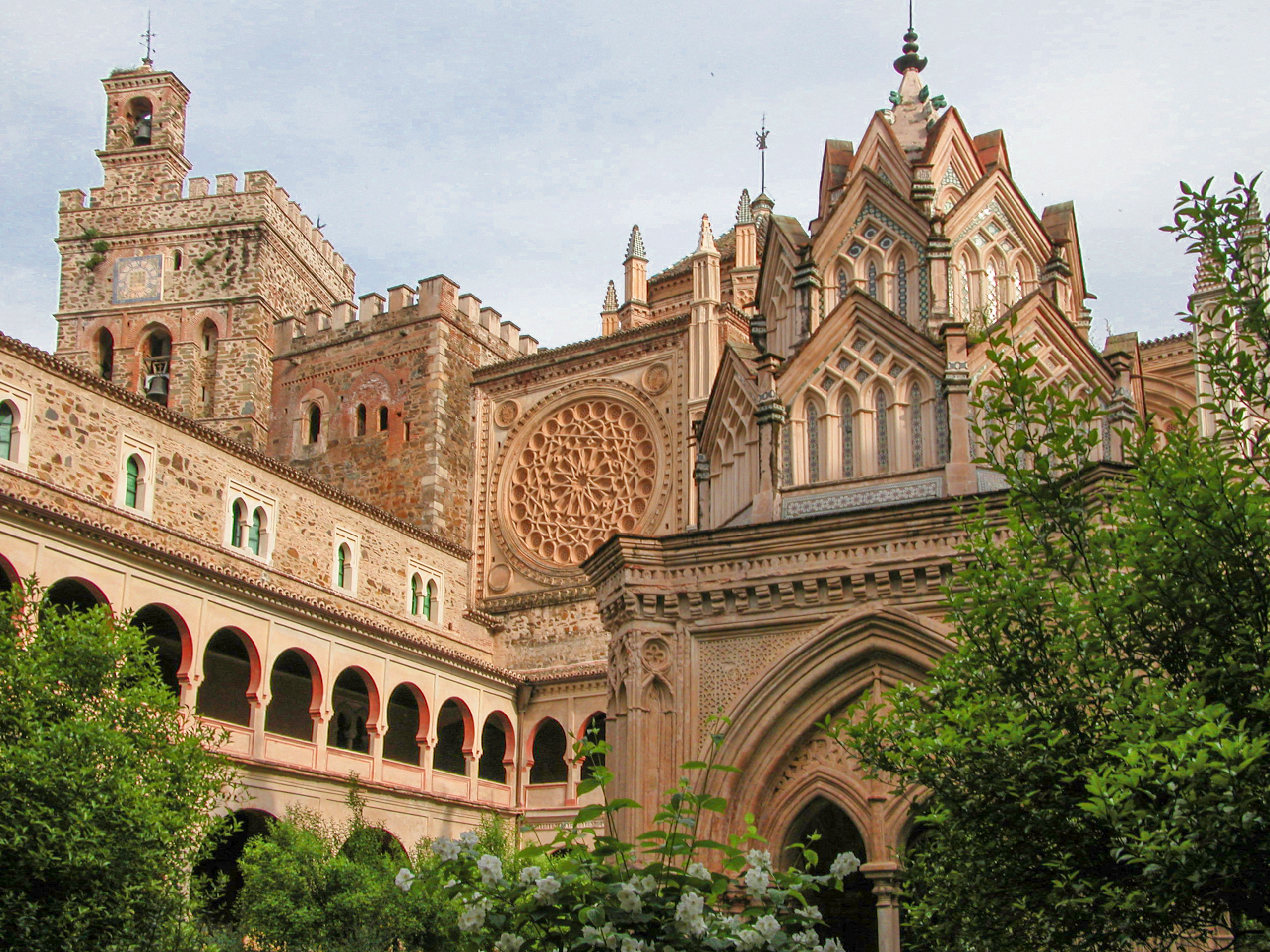
Klostrets korgång

Klostret, vars arkitektur utvecklats under många århundraden, domineras ännu av "templo mayor", eller huvudkyrkan, uppförd av Alfonso XI och hans efterträdare under 1300- och 1400-talen. Det kvadratiska Santa Catalinakapellet är också från 1400-talet; det är känt för ett kluster av utsmyckade 1600-talsgravar. Relikkapellet från 1500-talet koppar samman Santa Catalina med barock-sakristian (1638-47), överdådigt dekorerat och stoltserar med målningar av Zurbarán.
Bakom basilikan ligger Camarin de la Virgen, en oktogonal barockbyggnad (1687-96) med Jungfrukammaren med imponerande stuckaturer och nio målningar av Luca Giordano. Juvelen bland denna våldsamt ornamenterade samlingshus är en tron med Madonnastatyn som gav klostret dess namn.
Andra delar värda att nämnas är Mudéjariska korsgången (1389-1405), med den magnifika Plateresqueporten; den sengotiska korsgången från 1531-33, och den nya kyrkan, beställd en av Columbus ättlingar 1730. Isabella I av Kastiliens palats (1487-91) var revs dock 1856.
Santa Maria de Guadalupe ska inte förväxlas med Jungfrun i Guadalupe, hon är Amerikas skyddshelgon och en kulturell symbol av stor betydelse för den mexikanska identiteten och härrör till år 1531. 

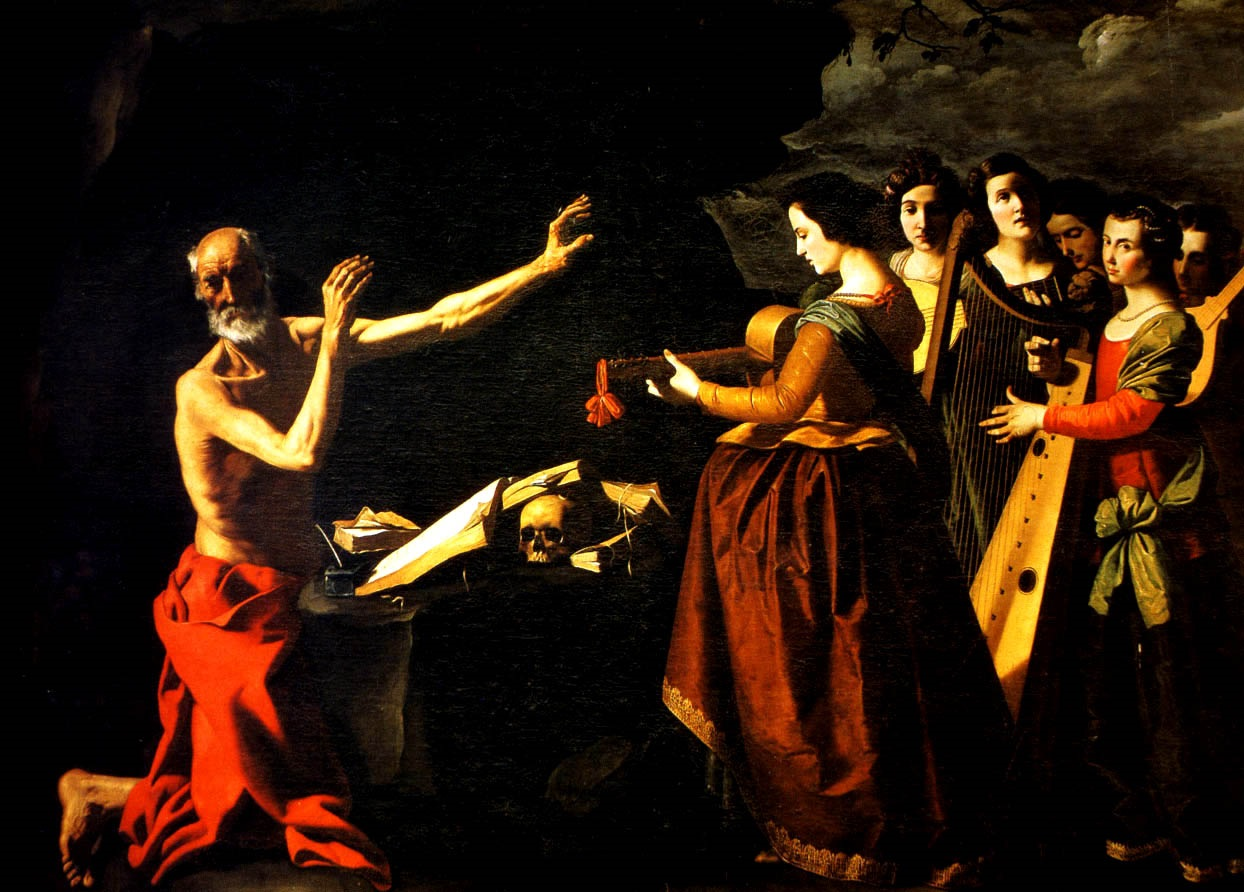
Las tentaciones de San Jerónimo, av Francisco de Zurbarán
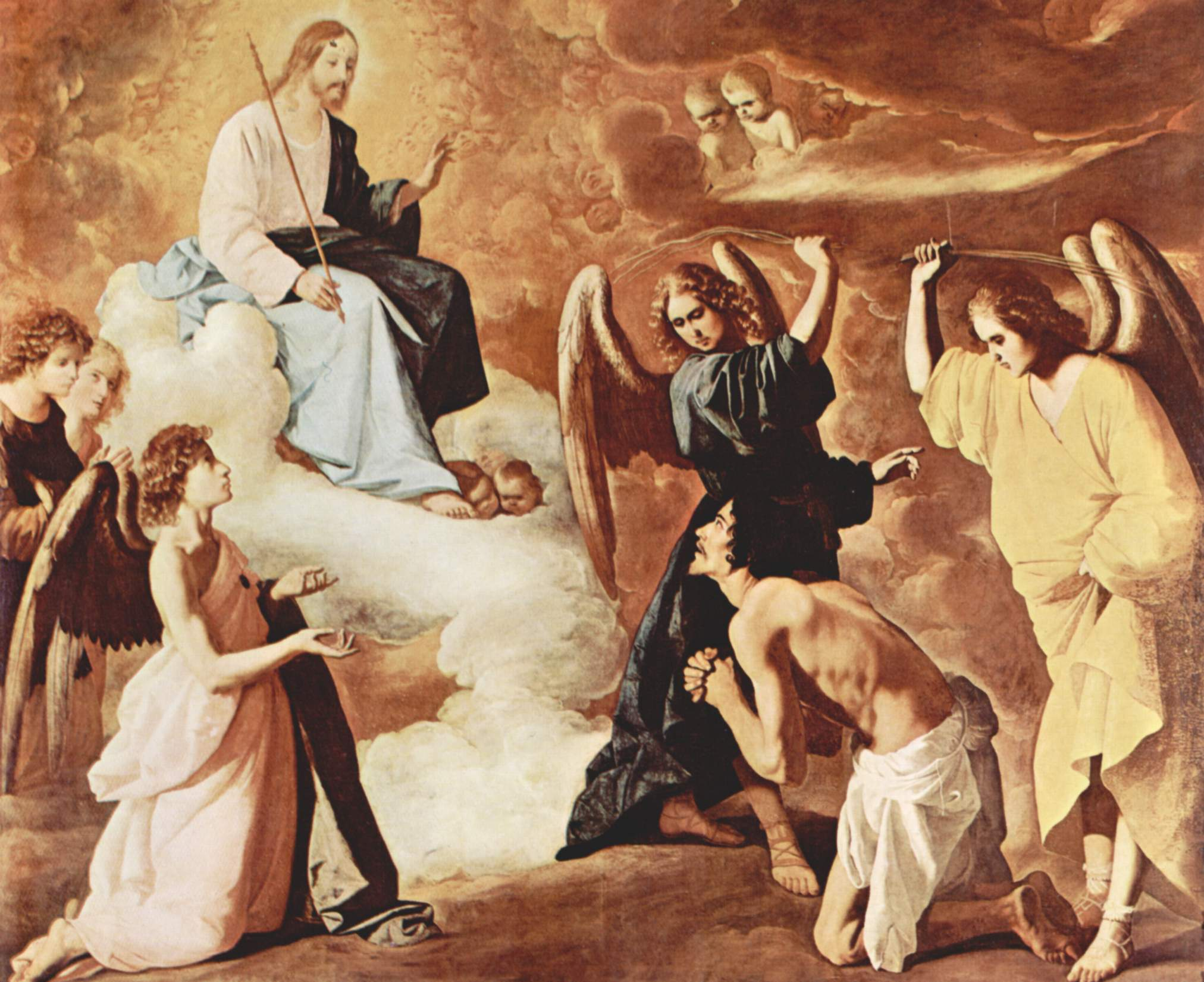
Los azotes de San Jerónimo, av Francisco de Zurbarán
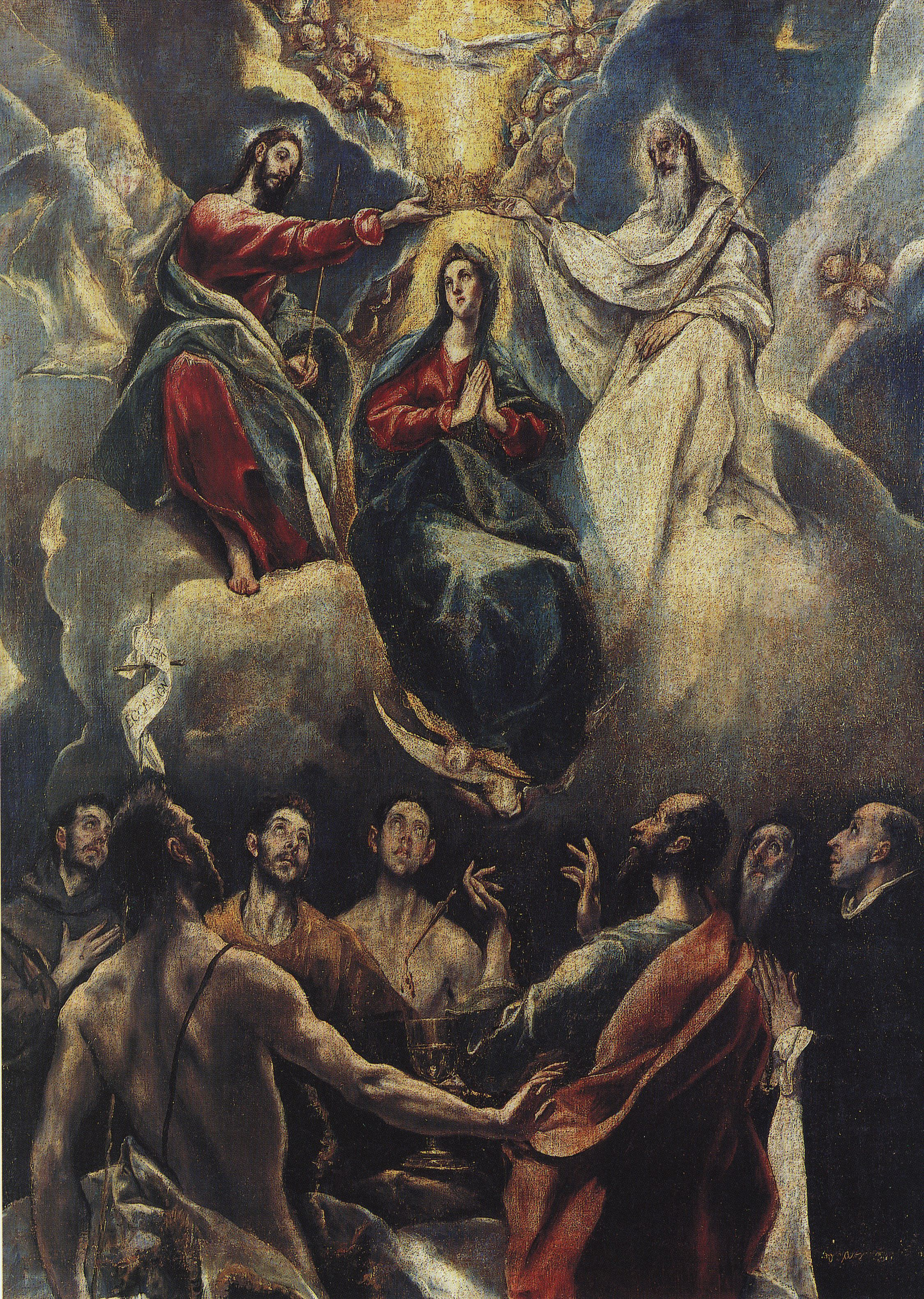
Coronación de la Virgen, av El Greco. 1591.
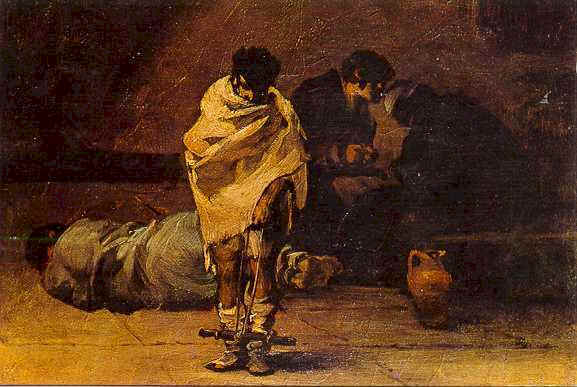
Confesión en la Cárcel. Goya. 1808-1812.